# 麦嘎寺
麦嘎寺，位于西藏自治区日喀则地区仲巴县，是一座藏传佛教寺院。

## 简介
麦嘎寺位于西藏自治区日喀则地区仲巴县为藏传佛教寺院。该寺是仲巴县最知名的寺院之一，其他该县藏传佛教寺院还有扎东寺、南木拉寺、斯青寺等等。